# Sclerurus
Sclerurus – rodzaj ptaków z rodziny liściarków (Scleruridae).

## Występowanie
Rodzaj obejmuje gatunki występujące w Ameryce.

## Morfologia
Długość ciała 15–20 cm; masa ciała 19–42 g.

## Systematyka

### Etymologia
Sclerurus: gr. σκληρος sklēros „sztywny”; ουρα oura „ogon”.

### Podział systematyczny
Do rodzaju należą następujące gatunki:
- Sclerurus mexicanus P.L. Sclater, 1857 – liściarek rdzawy
- Sclerurus rufigularis von Pelzeln, 1868 – liściarek krótkodzioby
- Sclerurus obscurior E. Hartert, 1901 – liściarek ciemny
- Sclerurus guatemalensis (Hartlaub, 1844) – liściarek łuskowany
- Sclerurus caudacutus (Vieillot, 1816) – liściarek białogardły
- Sclerurus albigularis P.L. Sclater & Salvin, 1869 – liściarek siwawy
- Sclerurus scansor (Ménétriés, 1835) – liściarek brazylijski